# 観瀾人民公園
観瀾人民公園（かんらんじんみんこうえん）は、中華人民共和国広東省深圳市竜華区観瀾街道にある都市公園（総合公園）。面積は163,000平方メートル。

## 歴史
1993年に開設された。

## 公園施設
- 革命烈士紀念碑
- 攬勝塔
- 臨波橋廊
- 逍遙亭

## ギャラリー
- 攬勝塔。
- 革命烈士紀念碑。
- 臨波橋廊。
- 逍遙亭。